# Un homme de têtes
Un homme de têtes je francouzský němý film z roku 1898. Režisérem je Georges Méliès (1861–1938). Film trvá necelou minutu. Jedná se o jeden z mnoha Mélièsových filmů využívajících vícenásobnou expozici.

## Děj
Kouzelník si třikrát sundá hlavu a položí je na dva stoly. Sedne si na židli a chce si zahrát na banjo, ale při hraní ho hlavy vyrušují. Dvě hlavy na prvním stole plácne bajem, čímž hlavy zmizí. Svoji hlavu na krku zahodí a nasadí si třetí z druhého stolu. Na závěr se ukloní před diváky a odchází.